# Amerikansk sportponny
Den amerikanska sportponnyn är en hästras av ponnytyp som avlats fram i USA för att möta efterfrågan på en atletisk ponny för tävlande ungdomar och barn. Rasen utvecklades som en del av det amerikanska varmblodet och fick ett register i stamboken hos AWR (American Warmblood Registry) 1981, men blev ett självständigt register 2003. Dock är ponnyn mer än typ än en helt egen ras, då ponnyer av olika härkomst kan registreras bara de möter kraven på egenskaper och utseende. Den amerikanska sportponnyn bör inte blandas ihop med den amerikanska ponnyn som är en egen ras som alltid är tigrerad. 
Den amerikanska sportponnyn är atletisk och fokus ligger på ponnyernas gångarter som ska vara elastiska och rytmiska. Ponnyerna har en lätt och ädel kroppsbyggnad med ett litet huvud och lång nacke och de ska även vara lätta att hantera. Idag används ponnyn mest inom ridsport och även till körning. 

## Historia
1981 startades föreningen NASPR (North American Sport Pony Registry) som arbetade för att registrera de ridponnyer som avlades fram i Europa. Dessa ponnyer avlades fram för att möta den ökande efterfrågan på passande tävlingshästar för barn och ungdomar. NASPR startades först som en division i föreningen för det amerikanska varmblodet, AWR (American Warmblood Registry). Redan 1997 hade intresset för ridponnyer ökat så mycket att man började avla fram en amerikansk motsvarighet och en egen avdelning för amerikanska sportponnyer öppnades i registret. 
NASPR jobbade aktivt med att skapa avelsprogram för ponnyn för att få fram ett bra underlag. 2003 hade föreningen blivit så stor och registreringarna av sportponnyer ökat så mycket att man separerade föreningen från det amerikanska varmblodet och NASPR blev en egen självständig förening med ett eget register. 

## Registrering
Korsningar av alla raser utom kallblodshästar är tillåtna för registrering så länge ponnyn möter de krav på utseende, rörelse och temperament som ställs av rasföreningen. Föreningarna håller årliga inspektioner och man tar DNA-tester på ponnyerna som sparas för att kunna bedöma avkommor senare. 
Inspektionerna sker i fyra steg: 
- Assesment of Conformation, bedömning av kroppsbyggnad och utseende.
- Walk-in-Hand, uppvisning för hand där ponnyn leds så att man kan bedöma om hästen går rakt och rör sig korrekt i skritt.
- Trot & Canter, hästen visar upp sina gångarter i trav och galopp.
- Final Critique, ponnyn får en bedömning på sin helhet, om den får bli registrerad. [4]

## Egenskaper
Den amerikanska sportponnyn är en typ av ponny snarare än en helt egen hästras och man registrerar många olika raser och korsningar, därför kan utseendet variera något hos de olika individerna. Däremot finns det några riktlinjer. Ponnyn bör vara mellan 138 och 148 cm i mankhöjd och ha atletiska förmågor. Gångarterna står oftast i fokus och de bör vara elastiska och med bra takt. Ponnyerna ska helst ha rörelser som påminner om en stor hästs. 
Huvudet ska vara litet med utmärkande käke och vänliga ögon. Halsen och nacken är lång och avsmalnande mot huvudet. Korset är högt och sluttande och hästen bör ge ett atletiskt intryck. Då ponnyerna används av barn och ungdomar ska ponnyerna även ha ett gott temperament och vara lätthanterlig, men ändå villig att arbeta. Alla färger är tillåtna hos den amerikanska sportponnyn. Ponnyena används idag nästan uteslutande till ridsport, och utmärker sig i banhoppning, dressyr och fälttävlan men även inom showridning och körning. 